# Markówka (Pęczelice)
Markówka – część wsi Pęczelice w Polsce, położona w województwie świętokrzyskim, w powiecie buskim, w gminie Busko-Zdrój.
W latach 1975–1998 Markówka administracyjnie należała do województwa kieleckiego.